# Intelsat 805
O Intelsat 805 (IS-805) é um satélite de comunicação geoestacionário construído pela Lockheed Martin que está localizado na posição orbital de 169 graus de longitude leste e é operado pela Intelsat. O satélite foi baseado na plataforma AS-7000 e sua vida útil estimada era de 14 anos.

## História
O Intelsat 805 faz parte da série Intelsat VIII-VIII/A que foi projetada para atender as necessidades dos usuários da Intelsat em todo o sistema para melhorar a cobertura e serviço de banda C. Consequentemente, a série Intelsat VIII proporcionaram muito mais capacidade de banda C para a telefonia pública comutada e Intelsat Business Service, e melhorou a qualidade para serviços de vídeo, e incentivou novas aplicações VSAT internacionais.
O Intelsat 805 foi originalmente programado para ser lançado por um foguete chinês Longa Marcha 3B. No entanto, a Intelsat desistiu desse plano, após perder um de seus satélites, o Intelsat 708, em 1996 na catastrófica explosão durante o lançamento de um foguete Longa Marcha 3B.
Entre junho de 1998 e dezembro de 2016, o satélite esteve localizado na posição orbital de 55,5 graus de longitude oeste, onde ele permaneceu até dezembro de 2015. Em agosto de 2011, o Galaxy 11 foi movido para junto do Intelsat 805 para expandir a capacidade fornecida a partir desta posição orbital. O Intelsat 805 foi colocado na sua atual localização (169° E) em março de 2016.

## Lançamento
O satélite foi lançado com sucesso ao espaço no dia 18 de junho de 1998, às 22:48 UTC, por meio de um veículo Atlas IIAS a partir da Estação da Força Aérea de Cabo Canaveral na Flórida, EUA. Ele tinha uma massa de lançamento de 3.524 kg.

## Capacidade e cobertura
O Intelsat 805 está equipado com 38 transponders em banda C e 6 em banda Ku, para fornecer serviços de telecomunicações como radiodifusão, serviços de negócios, difusão de televisão direct-to-home e redes VSAT. O satélite está servindo à região da Ásia-Pacífico América do Norte.

## Satélite substituto
O Intelsat 805, já estando no final de sua vida útil, era para ter sido substituído pelo Intelsat 27, mas a missão de lançamento deste satélite realizado pela empresa estadunidense Sea Launch no dia 1 de fevereiro de 2013 fracassou. Cerca de 40 segundos após ser lançado, o foguete Zenit-3SL que levava o Intelsat 27, teve seus motores desligados pela Sea Launch pois estava indo na direção errada e o satélite caiu no Oceano pacífico. E seu substituto acabou sendo o satélite Intelsat 34 que ocupou a posição orbital 55,5 graus de longitude oeste, após ser lançado em agosto de 2015, quando o Intelsat 805 já havia completado seus 17 anos de atividade.